# Wilhelm Grüter
Wilhelm Grüter (* 30. Juli 1882 in Essen; † 24. August 1963 in Marburg) war ein deutscher Ophthalmologe (Augenarzt) in Marburg.

## Leben
Grüter machte das Abitur in Essen und studierte Medizin an der Philipps-Universität Marburg, der Ludwig-Maximilians-Universität München und der  Friedrich-Wilhelms-Universität zu Berlin. Während seines Studiums wurde er 1901 Mitglied der Landsmannschaft Nibelungia Marburg. Er absolvierte 1905 in Marburg das Staatsexamen. Hier erhielt er auch die Approbation. 1906 wurde er zum Dr. med. promoviert. Seit 1911 Privatdozent in Marburg für Augenheilkunde. Extraordinariate erhielt er 1917 in Marburg und 1923 an der  Rheinischen Friedrich-Wilhelms-Universität Bonn. 1927 kam er auf den Marburger Lehrstuhl und wurde Leiter der Universitäts-Augenklinik. 1949 wurde er  emeritiert. 
Seine fachlichen Verdienste liegen in der Erforschung der Keratitis und des Herpes simplex am Auge.
Grüter war Mitglied des NS-Lehrerbundes. Im November 1933 unterzeichnete er das Bekenntnis der deutschen Professoren zu Adolf Hitler.
Die Diagnose einer erblichen Pigmententartung der Netzhaut bei einer von ihm als Klinikleiter in Marburg untersuchten Frau, führte im Juli 1941 zur Schwangerschaftsunterbrechung und Sterilisierung bei der Betroffenen.

## Ehrungen
- Mitglied der  Deutschen Akademie der Naturforscher Leopoldina (1944)
- Großes Bundesverdienstkreuz (2. September 1958)[6]